# Vissec
Vissec is een gemeente in het Franse departement Gard (regio Occitanie) en telt 53 inwoners (2009). De plaats maakt deel uit van het arrondissement Le Vigan. Vissec ligt aan de rivier de Vis. Bezienswaardig is het Kasteel van Vissec.

## Geografie
De oppervlakte van Vissec bedraagt 25,0 km², de bevolkingsdichtheid is dus 2,1 inwoners per km².

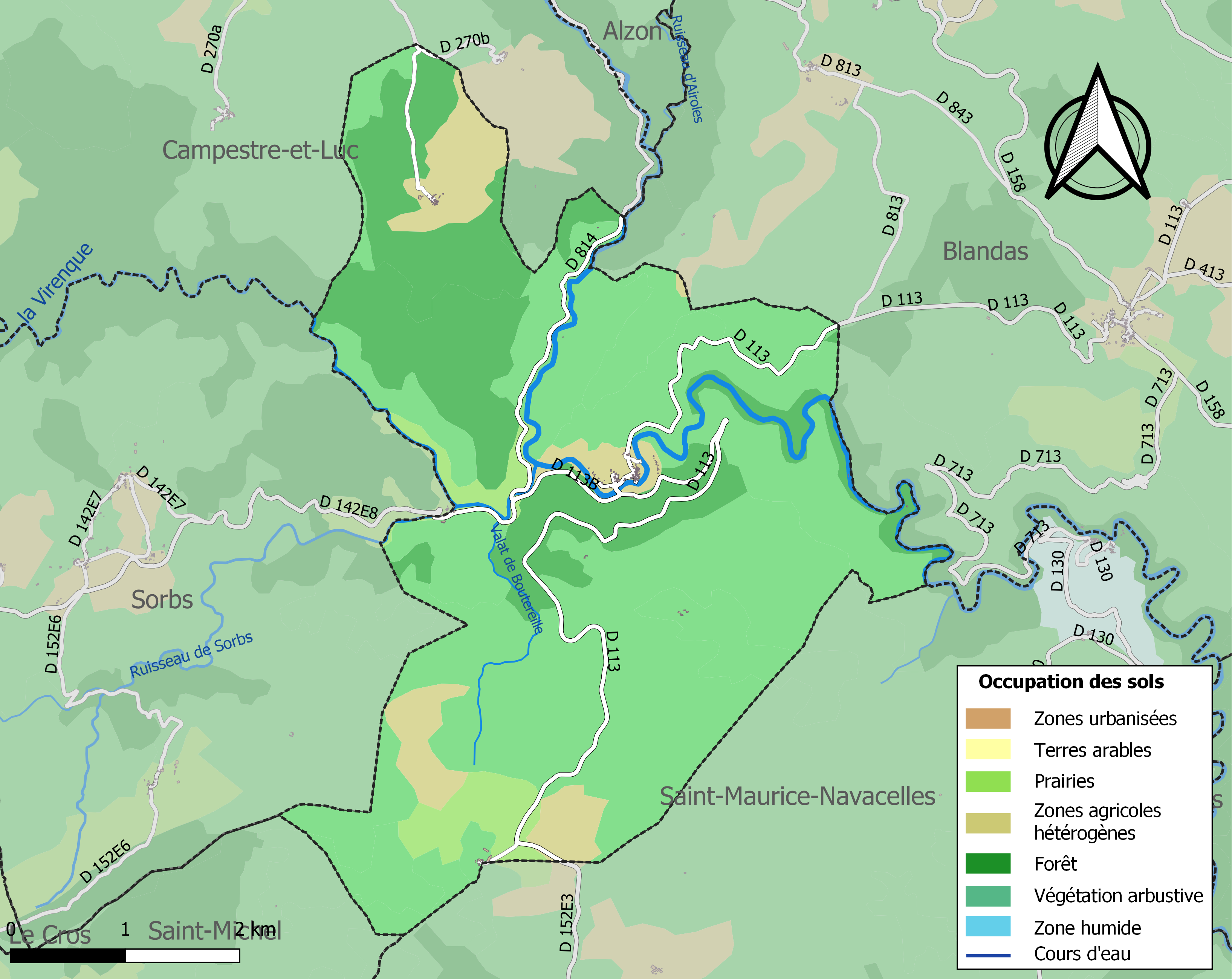
Kaart van de gemeente met de belangrijkste infrastructuur, bodemgebruik en omliggende gemeenten

## Demografie
Onderstaande figuur toont het verloop van het inwonertal (bron: INSEE-tellingen).